# 992 Swasey
992 Swasey è un asteroide della fascia principale del diametro medio di circa 27,33 km. Scoperto nel 1922, presenta un'orbita caratterizzata da un semiasse maggiore pari a 3,0247403 UA e da un'eccentricità di 0,0914192, inclinata di 10,86997° rispetto all'eclittica.
Il suo nome è dedicato all'ingegnere e ottico statunitense Ambrose Swasey.